# دلتیک اسید
دلتیک اسید (به انگلیسی: Deltic acid) با فرمول شیمیایی C۳H۲O۳ یک ترکیب شیمیایی با شناسه پاب‌کم ۱۱۶۷۹۷۹۰ است. که جرم مولی آن ۸۶٫۰۵ g/mol می‌باشد. 